# Battaglia di Kwajalein
La battaglia di Kwajalein fu parte della guerra del Pacifico che si svolse durante la seconda guerra mondiale. Venne combattuta tra il 31 gennaio e il 3 febbraio 1944 sull'omonimo atollo delle Isole Marshall. Questa battaglia precedette la conquista, da parte delle forze americane, dell'atollo di Eniwetok; Kwajalein è il più largo atollo di corallo al mondo per superficie delle acque chiuse, con 97 isole e 6.33 km² di estensione.

## Contesto

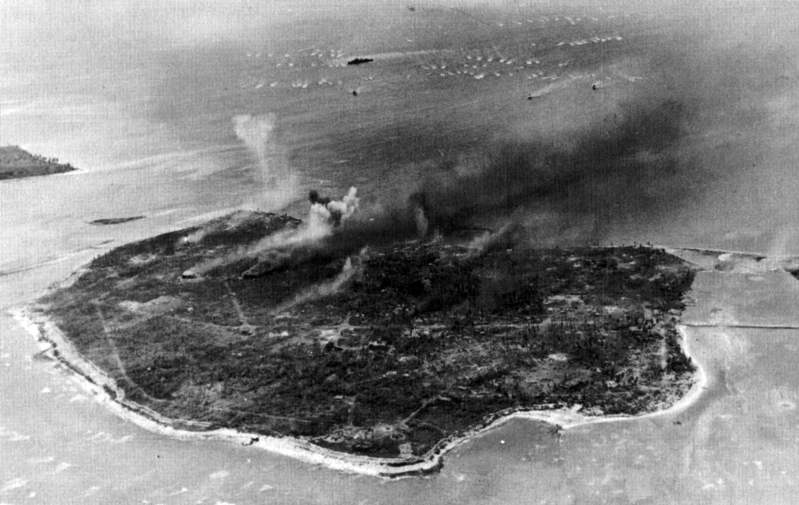
L'isola di Namur sotto i bombardamenti mentre arriva un'ondata di sbarco

Dopo la perdita delle Isole Salomone i giapponesi decisero che le Isole Marshall erano sacrificabili nella strategia difensiva rispetto alla difesa delle isole più vicine alla madrepatria. Per contro gli statunitensi avevano già tracciato nel Piano Arancio del 1921 una strategia di avvicinamento al Giappone che passava per le isole e questa si integrava con la strategia a salti di rana di MacArthur. Nonostante la loro scelta strategica, i giapponesi rinforzarono le isole che già avevano una guarnigione consistente con un contingente della Kaigun Tokubetsu Rikusentai composto dal 2º battaglione della 1ª brigata anfibia dotato anche di nove tankette e alcuni carri anfibi Type 2 Ka-Mi, portando il totale a 28 000 uomini. Dal punto di vista tattico c'erano differenze di vedute tra l'ammiraglio Turner e il generale Smith sulla tempistica della conquista; Turner voleva conquistare Wotje e Maloelap, rifornirsi e raddobbare le navi lì e proseguire a conquistare Kwajalein ed Eniwetok, come avvenne in realtà, mentre Smith voleva fare il raddobbo e rifornimento alle Hawaii. Un'ulteriore obiezione era stata mossa dall'ammiraglio Spruance sul prendere prima Kwajalein piuttosto che Wotje e Maloelap, ma venne superata dall'ammiraglio Nimitz che durante la riunione, secondo Turner, disse semplicemente "bene signori, il nostro prossimo obiettivo sarà Kwajalein".

## La battaglia

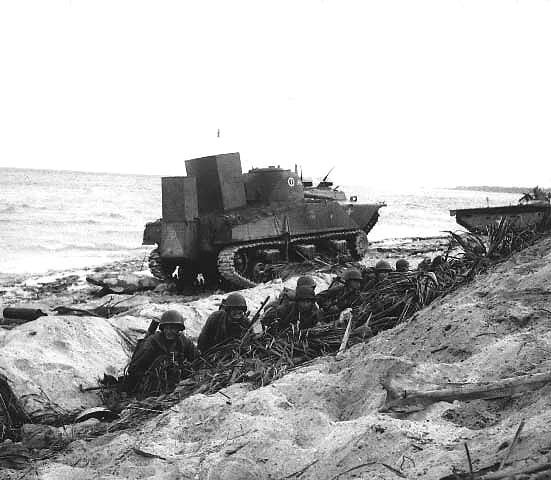
Truppe d'assalto statunitensi aspettano di inoltrarsi nell'interno di Kwajalein

Gli statunitensi inviarono nell'area la V Forza anfibia comandata dall'ammiraglio Richmond Turner, che aveva come componente da sbarco il V Corpo anfibio comandato dal maggior generale Holland Smith; ne facevano parte due divisioni complete, la 4ª divisione marines e la 7ª divisione di fanteria, e tre reggimenti tratti da altre divisioni, il 22° Marines, 106º fanteria ed il 111º fanteria. Venne programmato lo sbarco delle due divisioni sulle spiagge di Kwajalein ed un battaglione del 106º fanteria venne destinato alla conquista dell'atollo di Majuro, mentre gli altri reggimenti vennero tenuti di riserva. Preliminarmente alcuni isolotti, Carlos, Carter, Cecil e Carlson vennero conquistati il tra le 11:00 e le 12:00 del 31 gennaio 1944 ed usati come base di artiglieria. Dei circa 8 000 uomini che componevano la guarnigione dell'atollo solo poco più della metà era forza effettiva di combattimento mentre il resto erano lavoratori, in buona parte coreani, e la ridotta estensione delle isole non permetteva alcuna difesa in profondità, per cui gli assalitori avrebbero dovuto essere fermati sulle spiagge. In ogni caso i pesantissimi bombardamenti delle corazzate, dei bombardieri B-24 basati ad Abemama e dei cannoni posti sull'isolotto di Carlson distrussero buona parte delle opere difensive e ridussero la guarnigione a circa 1 500 uomini, e la forza di sbarco composta dalla 7ª divisione incontrò pochissima resistenza, mentre i marines della 4ª divisione ripulirono le isole della parte nord dell'atollo, comprese le due isole di Roi e Namur, unite da due ponti e che ospitavano un aeroporto con tre piste da quasi 1 km.

## Perdite
La battaglia costò agli statunitensi 372 morti mentre i giapponesi su una guarnigione di 8 100 uomini contarono 7 870 morti e 230 prigionieri. La preponderanza delle forze impiegate permise agli statunitensi una forte accelerazione nella conquista delle isole rispetto ai tempi programmati. Una seconda fonte riporta invece che nel corso della battaglia gli Stati Uniti ebbero a soffrire 177 morti e circa 1 000 feriti; diversi anche i dati per i giapponesi, che avrebbero subito più di 4 800 morti. I prigionieri furono soltanto 49 e i lavoratori coreani catturati (detti "termiti" dai soldati statunitensi) erano 125.